# Aeroportul Jordan
Aeroportul Jordan (IATA: JDN, ICAO: KJDN, FAA LID: JDN) este un aeroport din Montana, Statele Unite ale Americii ce deservește zona Jordan⁠(d). A fost numit după zona deservită.
Situat la o altitudine de 811 m, aeroportul dispune de 1 pistă.

## Infrastructură

### Piste
Aeroportul dispune de o singură pistă. Pista 11/29 are suprafața de asfalt și dimensiunile 4.300 picioare × 75 picioare. 